# Rudnia Sponicka
Rudnia Sponicka, Sponicz (biał. Рудня Споніцкая, Rudnia Sponickaja; ros. Рудня-Споницкая, Rudnia-Sponickaja) – wieś na Białorusi, w obwodzie homelskim, w rejonie wieteckim, położona nad rzeką Sponiczenką, około 4 km na południe od Wietki.